# U-Bahnhof Miquel-/Adickesallee
Miquel-/Adickesallee ist ein U-Bahnhof auf der A-Strecke in Frankfurt am Main. Der Bahnhof liegt im Stadtteil Westend unter den gleichnamigen Straßen Miquel- und Adickesallee. Die Station wurde am 4. Oktober 1968 als einer der ersten Abschnitte der U-Bahn eröffnet.

## Lage
Die Station liegt unter der Eschersheimer Landstraße an der Kreuzung mit der Miquel- bzw. der Adickesallee und wird von den U-Bahn-Linien U1, U2, U3 und U8 angefahren.
Nahe der Station liegt das Polizeipräsidium Frankfurt am Main.

## Architektur

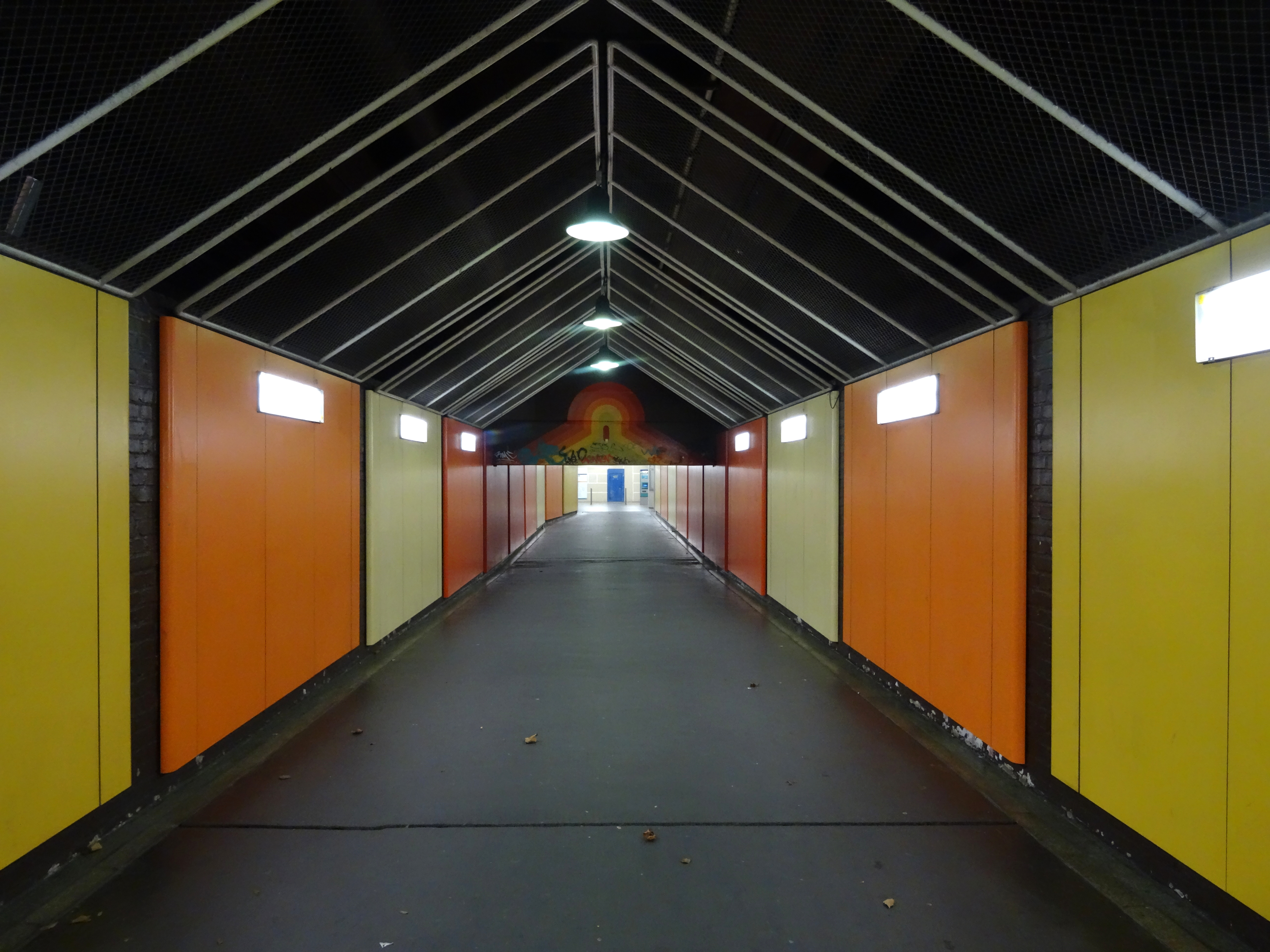
Fußgängertunnel im U-Bahnhof Miquel-/Adickesallee/Polizeipräsidium

Am 4. Oktober 1968 wurde die Station mit Inbetriebnahme des ersten Teilabschnittes der A-Strecke von der Hauptwache zur Nordweststadt eröffnet. Der U-Bahnhof selbst ist entsprechend im schlichten Stil der 1960er Jahre gehalten, gerade Linien und rechte Winkel bestimmen die Gestaltung. Er besitzt – wie sämtliche Bahnhöfe der ersten Bauphase der Frankfurter U-Bahn – zwei Seitenbahnsteige mittlerer Breite, die über jeweils zwei feste und eine Fahrtreppe an die Verteilerebene („B-Ebene“) angeschlossen sind. Der Bahnhof ist mit vier Ausgängen versehen.
Beim Bau dieses Bahnhofs wurde als Bauvorleistung ein Teilstück eines geplanten Autobahntunnels im Rahmen der heutigen A 66 („Alleentunnel“) inklusive unterirdischer Bushaltestelle mit errichtet. Diese Planung wurde später aufgegeben, das bereits gebaute Stück dient seitdem als Fußgängertunnel.
Die Station weist eine Besonderheit auf, die darauf zurückzuführen ist, dass sie als erste Station errichtet wurde. Die Bahnsteiglänge ist auf die Länge eines Zuges aus vier Triebwagen des Stadtbahn-Prototyps der Baureihe U1, der wesentlich kürzer als die nachfolgenden Baureihen ist, bemessen worden. Dies wird im heutigen Betriebsablauf deutlich, da dies ab der Baureihe U3 dazu führt, dass die letzte Tür des Zuges im Tunnel zum Stehen kommt. Auf eine Verlängerung des Bahnsteiges hat man aus Kostengründen verzichtet. Stattdessen wird die betroffene Tür elektronisch verriegelt, wenn ein solcher Zug die Station anfährt.

## Betrieb

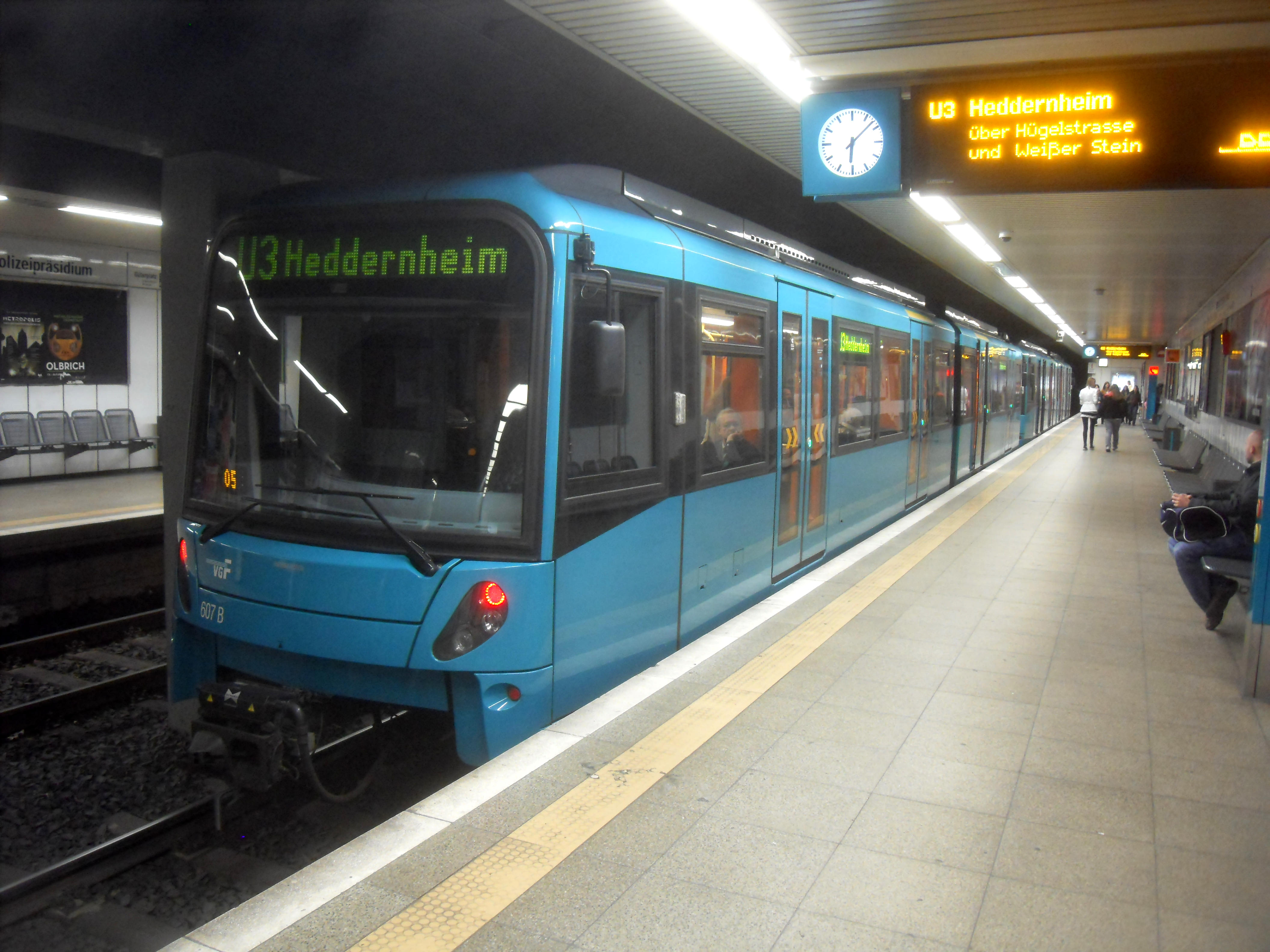
U5-Triebwagen im U-Bahnhof Miquel-/Adickesallee auf der Linie U 3 auf dem Weg nach Frankfurt-Heddernheim

| Linie | Verlauf | Takt |
| ----- | --- | --- |
| S1    | Südbahnhof – Schweizer Platz – Willy-Brandt-Platz – Hauptwache – Eschenheimer Tor – Grüneburgweg – Holzhausenstraße – Miquel-/Adickesallee – Dornbusch – Fritz-Tarnow-Straße – Hügelstraße – Lindenbaum – Weißer Stein – Heddernheim – Zeilweg – Heddernheimer Landstraße – Nordwestzentrum – Römerstadt – Ginnheim/Niddapark – Ginnheim Mitte | 10 min (werktags) 15 min (sonn-/feiertags)                                                                                |
| S2    | Südbahnhof – Schweizer Platz – Willy-Brandt-Platz – Hauptwache – Eschenheimer Tor – Grüneburgweg – Holzhausenstraße – Miquel-/Adickesallee – Dornbusch – Fritz-Tarnow-Straße – Hügelstraße – Lindenbaum – Weißer Stein – Heddernheim – Sandelmühle – Riedwiese/Mertonviertel – Kalbach – Bonames Mitte – Nieder-Eschbach – Ober-Eschbach – Bad Homburg-Gonzenheim | 10 min (Südbf–Nieder-Eschb. werktags) 10/20 min (Nieder-Eschb.–Gonzenh. werktags) 5/10 min (HVZ) 15 min (sonn-/feiertags) |
| S3    | Südbahnhof – Schweizer Platz – Willy-Brandt-Platz – Hauptwache – Eschenheimer Tor – Grüneburgweg – Holzhausenstraße – Miquel-/Adickesallee – Dornbusch – Fritz-Tarnow-Straße – Hügelstraße – Lindenbaum – Weißer Stein – Heddernheim – Zeilweg – Wiesenau – Niederursel – Weißkirchen Ost – Bommersheim – Oberursel Bahnhof – Oberursel Stadtmitte – Oberursel Altstadt – Oberstedter Straße – Glöcknerwiese – Kupferhammer – Rosengärtchen – Waldlust – Oberursel-Hohemark | 15 min (werktags) 30 min (sonn-/feiertags)                                                                                |
| S8    | Südbahnhof – Schweizer Platz – Willy-Brandt-Platz – Hauptwache – Eschenheimer Tor – Grüneburgweg – Holzhausenstraße – Miquel-/Adickesallee – Dornbusch – Fritz-Tarnow-Straße – Hügelstraße – Lindenbaum – Weißer Stein – Heddernheim – Zeilweg – Wiesenau – Niederursel – Uni-Campus Riedberg – Riedberg | 15 min 10 min (HVZ) |